# Grave New World (Adam Bomb)
Grave New World è un album in studio di Adam Bomb, pubblicato il 12 aprile 1993 dalla Rockworld.

## Tracce
1. Johnny In The Sky
2. Rock Sex City
3. Doin' The Business
4. Hug Me 'Til Ya Drug Me
5. Sister Enemy
6. Grey (feat. Barbara Paige)
7. Hang It Up
8. Magenta Sky
9. Airport Called Sad
10. Down The Hole
11. Can You Hear Me?
12. Don't Look At My Eyes
13. A Pretty Price
14. Killer Machine